# Off & On
«Off & On» (с англ. — «Включать и выключать») — песня британской певицы Софи Эллис-Бекстор, записанная для её четвёртого студийного альбома Make a Scene. Песня впервые была выпущена в качестве эксклюзивного сингла на территории России 11 апреля 2011 года за неделю до релиза альбома в данной стране.
Песня была написана Кельвином Харрисом, Кэти Деннис и Рошин Мёрфи, которая планировала включить её на свой альбом Overpowered, но не сделала этого. В 2008 году на MySpace были представлены демоверсии песен «Heartbreak (Make Me a Dancer)» и «Off & On» в исполнении Бекстор.

## Чарты
| Чарт (2011)     | Пиковая позиция |
| --------------- | --------------- |
| СНГ (TopHit)    | 49              |
| Россия (TopHit) | 55              |